# Velo-Voja
Velo-Voja (griego: Βέλο-Βόχα) es un municipio de la República Helénica perteneciente a la unidad periférica de Corintia de la periferia de Peloponeso.
El municipio se formó en 2011 mediante la fusión de los antiguos municipios de Velo y Voja, que pasaron a ser unidades municipales. La capital municipal es la villa de Zevgolateió en la unidad municipal de Voja. El municipio tiene un área de 164,8 km².
En 2011 el municipio tiene 19 027 habitantes, de los cuales 8061 viven en la unidad municipal de Velo y 10 966 viven en la unidad municipal de Voja.
Se ubica al oeste de la ciudad de Corinto.